# Jurgen Dereere
Jurgen Dereere né en 1972 est un duathlète professionnelle, quadruple champion d'Europe de duathlon (1998, 2004, 2005 et 2008).

## Palmarès duathlon
Le tableau présente les résultats les plus significatifs (podium) obtenus sur le circuit international de duathlon depuis 1998.
| Année | Compétition                                       | Pays        | Position           | Temps           |
| ----- | ------------------------------------------------- | ----------- | ------------------ | --------------- |
| 2009  | Championnats du monde de duathlon                 | États-Unis  | Médaille de bronze | 1 h 49 min 9 s  |
| 2008  | Championnats d'Europe de duathlon                 | Grèce       | Médaille d'or      | 1 h 45 min 8 s  |
| 2008  | Duathlon World Series Event à Torhout             | Belgique    | Médaille de bronze | 2 h 35 min 10 s |
| 2007  | Championnats du monde de duathlon                 | Hongrie     | Médaille d'argent  | 1 h 40 min 55 s |
| 2006  | Championnats du monde de duathlon                 | Canada      | Médaille d'argent  | 1 h 50 min 53 s |
| 2005  | Championnats d'Europe de duathlon                 | Hongrie     | Médaille d'or      | 1 h 50 min 42 s |
| 2004  | Championnats d'Europe de duathlon                 | Royaume-Uni | Médaille d'or      | 1 h 50 min 47 s |
| 2002  | Championnats du monde de duathlon longue distance | Autriche    | Médaille de bronze | 3 h 14 min 3 s  |
| 2001  | Championnats d'Europe de duathlon                 | Portugal    | Médaille d'argent  | 1 h 57 min 12 s |
| 1999  | Championnats du monde de duathlon                 | États-Unis  | Médaille d'argent  | 1 h 45 min 23 s |
| 1998  | Championnats d'Europe de duathlon                 | Pologne     | Médaille d'or      | 1 h 54 min 51 s |